# 桝田徳寿
桝田 徳寿（ますだ とくじゅ、1946年3月25日 - ）は、日本の俳優。大分県出身。
北海道札幌市の狸小路6丁目で「SAKE BAR ニューかまえ」のマスターを務めている。

## 出演作品

### テレビドラマ
- 東芝日曜劇場 / うちのホンカン 第5作「ホンカン雪の陣 うちのホンカン -PART V-」（1981年、北海道放送） - 木谷
- 金曜女のドラマスペシャル / 雪の朝に（1987年、フジテレビ）
- 大江戸捜査網 第21話「血ぬられた友情」（1991年、テレビ東京）
- 鳥人戦隊ジェットマン 第43話「長官の体に潜入せよ」（1991年、テレビ朝日） - 鹿鳴館香の父
- 忠臣蔵 風の巻・雲の巻（1991年、フジテレビ）
- 土曜ドラマ / チロルの挽歌 第1話（1992年、NHK）
- 木曜ドラマ / 法医学教室の事件ファイル 第1シリーズ 第1話「女医の対決! 血液型の謎」（1992年、テレビ朝日）
- 月曜ドラマスペシャル（TBS）
  - 松本清張サスペンス 黒い画集・証言（1992年）
  - 西村京太郎サスペンス 十津川警部シリーズ 第20作「寝台特急カシオペアを追え」（2000年） - 遠藤祐一郎
- デパート!秋物語 第4話「いらっしゃいませ! ドキッ! 店員泣かせのお客様!!」（1992年、TBS）
- 特捜エクシードラフト 第45話「死神の狙撃指令!」（1992年、テレビ朝日） - 村岡文雄
- さすらい刑事旅情編V 第19話「秘密写真の罠・消えた女優志願の女」（1993年、テレビ朝日）
- if もしも 第7話「完全犯罪 双子の美人姉妹 生き残ったのは姉か妹か」（1993年、フジテレビ）
- スチュワーデスの恋人 第10話「逆上する妻!」（1994年、TBS）
- 金曜エンタテイメント / 美味しんぼ 第2作「超豪華珍品料理 卵&カキ&蒸し焼き究極の味くらべ 勝者はどっちだ?」（1995年、フジテレビ）
- 風の刑事・東京発! 第3話「那須高原行き! 夫を交換した女」（1995年、テレビ朝日）
- 大河ドラマ / 秀吉（1996年、NHK） - 村井貞勝
- 流れ板七人 第10話「春を呼べ! 最後の包丁勝負」（1997年、テレビ朝日）
- 土曜ワイド劇場（テレビ朝日）
  - 西村京太郎トラベルミステリー 第31作「特急「白山」6時間06分 上野-金沢-北海道-横浜 殺意の赤いシグナル!」（1997年）
  - タクシードライバーの推理日誌 第13作「死にたがる乗客」（2000年） - 高橋
- ブラザーズ 第12話「涙のキス…別れし 哀しいことじゃない」（1998年、フジテレビ）
- ナイトドラマスペシャル / 爆笑問題のおバカな人々 第1話「ラッキーな男」（2000年、テレビ朝日）
- 天才てれびくん 魔界同盟 第1話「その時、戦士は立ち上がった」（2001年、NHK教育テレビジョン）
- 女と愛とミステリー / 純情商店街 ゆうれい殺人事件（2001年、テレビ東京）
- 北の国から 2002遺言 後編（2002年、フジテレビ）
- 君のもとへかける虹 第22話「サヨナラ カナデル。」（北海道文化放送）
- 相棒 Season6 元日スペシャル「寝台特急カシオペア殺人事件!」（2008年、テレビ朝日） - 支配人
- 幸せハッピー（2012年、北海道テレビ）

### 映画
- 影武者 （1980年、東宝）
- 駅　STATION （1981年、東宝）
- 戦場のメリークリスマス（1983年、松竹）
- 乱 （1985年、東宝/日本ヘラルド映画）
- 夢（1990年、ワーナー・ブラザース）
- まあだだよ（1993年、東宝）
- ゴジラvsメカゴジラ（1993年、東宝） - 対ゴジラ部隊Gフォース（G-FORCE）幹部
- 静かな生活（1995年、東宝）
- 恋極星（2009年、日活）
- 探偵はBARにいる（東映） - 大畑（ケラーオオハタの寡黙なマスター）
  - 探偵はBARにいる（2011年）
  - 探偵はBARにいる2 ススキノ大交差点（2013年）
  - 探偵はBARにいる3（2017年）
- さよなら、ミオちゃん（2018年、SPOTTED PRODUCTIONS [ MOOSIC LAB ] ）

### CF
- 全糧連のお米券
- コスモ建設
- 味の素　ほんだし
- 三共製薬　ルル
- JALのI'll

### スチール
- JR北海道